# アメリカ横断ウルトラクイズ (コンピュータゲーム)
『アメリカ横断ウルトラクイズ』（アメリカおうだんウルトラクイズ）は、日本テレビ系列で放映されたクイズ番組『アメリカ横断ウルトラクイズ』のコンピュータゲーム作品、およびそのシリーズ。

## 特徴
- 番組の演出は、それほど忠実に再現していない作品が多い。トミー（当時）版は第1作は当時白黒のGBとしては番組再現に力を入れていたが、その後は独自の方向に進んでいる。富士通パソコンシステムズ版も、演出面では番組とかけ離れた部分が多い。演出の再現度では、富士通版の発展系と言えるデジキューブ版（PS2版）が群を抜いて高い。
- ゲームシステム上、一問一答クイズは難しいためほとんど選択式問題（○×か三択）しか出ない。従って、番組では一問一答の問題は始めから出題しないか、選択式に直してある。ただし、PS2版では数字やアルファベットが答えになる問題に限り、ソフトキーボードから直接入力を要求される場合がある。また、富士通パソコンシステムズ版及びその移植では選択肢が最高で六択、PS2版では五択まで用意され、当てずっぽうでの解答は難しくなっている。
  - PS2版のみ一問多答クイズも収録されており、5個が正解となっている十択から選択していく。
- ソフトによってはANA（全日本空輸）が協力しており、航空機の機体に「ANA」のロゴが入る作品もある。ドーム球場は東京ドームではなく「ウルトラドーム」（トミー版では「ゲームドーム」）となっている。
- 番組に忠実に作ると、多くの参加者を振り落とす一次予選が一番難しくなってしまう。そのため、ゲーム独自のルールでクリア条件を緩和したり、コンティニューを可能にするなどして、ゲームバランスを調整している。
  - 機内400問ペーパークイズは大幅に問題数を減らされており、20〜50問となっている。ただし、トミー版では番組よりもハードルが高く、半数以上を振り落としてしまう。その代わり、グァムでの脱落者は少ない。
  - トミー版はグァムの次に(ハワイがなくて)アメリカ本土に上陸することが多く、FC版のみ番組と異なりアメリカ本土途中で唯一アラスカに上陸する。トミー版以外でもアメリカ以外の国(メキシコなど)に上陸することはない。
- トミー版は、作品を重ねるごとにミニゲームの比重が重くなっている。クイズ自体より、解答権を取るためのミニゲームの方が難しいチェックポイントも多数。
- 番組で使用されたBGMの版権元は多岐にわたるため、ゲームではほとんどがオリジナルBGMに置き換えられている。PS2版ではかなり許諾を得ているが、番組のテーマ曲として有名な「Theme From Star Trek」についてはPS2版を含め、未だに許諾を得られた例はない。

## 作品解説

### アメリカ横断ウルトラクイズ（GB版）
問題数は1200。すべて番組で使用された問題で、数が少ないので時間を掛ければ同じ問題が出てくる。ただし、機内クイズでは解答の正誤が表示されず、どの問題で間違えたのかプレイヤーにわからない仕組みになっている。発売当時はインターネットで調べることができない時代であったため正解が一向に分からないという仕様は現代以上に厳しく、ウルトラクイズを視聴していない人やクイズが得意でない人にはクリア困難な作品であった。企画したのはウィズ（ゲーム自体の開発は外部に委託していた）。
セーブやパスワードコンティニューが全くできない。その意味では番組に忠実といえる。その代わり敗者復活戦が多く、グァム以降は罰ゲームをクリアすることで、コンティニューが可能。
古い作品なので、演出やグラフィックは一番地味だが、番組の再現度は高めで、番組のチェックポイントをクリアBGMが使われている。機内通過者は機内クイズ順位を含めて紹介され、罰ゲームに失敗すると、番組同様「罰ゲームの後消息不明（実際はもちろん帰国している）」のオチが付く。
このゲームの敗者復活戦は、勝ち抜けた他の参加者との一騎討ちを行う（相手は自分で指名する）。勝てば勝敗が入れ替わる（自分が勝ち抜けた場合、敗者復活戦を挑まれることはない）。

#### モード
ひとりPLAY
番組同様、チェックポイントを勝ち抜きつつ優勝を目指す。ただし早押しクイズはない。
ふたりPLAY・まるちPLAY
最大4人までの対戦モード。番組とは異なり、各チェックポイントを双六のマスに見立てた形式で、途中の失格はない（チェックポイント間に、空白のマスもある）。○×クイズは全員解答権があり、三択クイズは早押しクイズ。誤答すると早押し順に回答権が移って行く。○×に正解すると1マス、三択は2マス進めるが、三択に誤答すると2マス戻る。
各チェックポイントの通過順位に応じて点数が入り、誰かがニューヨークに到達するとそこで終了。マス目の都合上、最後尾が一定以上引き離されると「JUST MOMENT」のメッセージが入り、追いつくまで他のプレイヤーは動けなくなる。
このメッセージは、第12回の番組で出題された「英語で"JUST A MOMENT"と訳された、歌舞伎十八番は?」に因んでいる（正解は「暫」）。

#### チェックポイント
ひとりPLAYモードのチェックポイントを紹介する。ただしゲーム中にチェックポイントの表記はない。
ゲームドーム
○×走りクイズ（900→100名通過）
5問正解で勝ち抜け、1問不正解で失格。残り参加者数は番組同様問題の都度表示されるが、5問目には必ず100人が残る様に調整されている。
本作はゲームドームでは、番組の過去問を含め全て自由の女神問題が出題されるので、問題の暗記が容易になっている。
成田空港
ジャンケン（100→50名通過）→敗者復活戦：司会者とジャンケン（勝てば復活）
成田→グアム
機内24問ペーパークイズ（50→9名通過）
前回の優勝者が失格になる演出がある。
グアム
○×泥んこクイズ（9→8名通過）→敗者復活戦：同じクイズで一騎討ち（勝てば交代で復活、以下同じ）→罰ゲーム：サメのいる海で水上スキー
○×クイズ。最初に2問誤答した参加者が敗者。
ロサンゼルス
神経衰弱クイズ（8→5名通過）→敗者復活戦→罰ゲーム：爆弾の落ちている道をローラースケート
8人が一列に並んで、○×クイズ。クイズに正解すると、神経衰弱に挑戦できて、そこで20枚のカードを1組でもペアを完成できれば勝ち抜け。クイズ不正解・神経衰弱失敗は、列の最後尾へ移動。
ラス・ベガス
スロットマシーンクイズ（5→4名通過）→敗者復活戦→罰ゲーム：カジノのバニーガールをナンパ
スロットで同じ絵柄が揃うと3択クイズを出題。正解なら1ポイント獲得、ただし「BAR」を揃えて正解した場合は2ポイント獲得。3ポイント勝ち抜け。
ナイアガラ
滝登りクイズ（4→3名通過）→敗者復活戦：封筒に当たりの「ワシントン」とハズレの「スカ」があり、当たりを引けば復活。→罰ゲーム：滝の上から、鳥をよけながらパラシュートで降りる
滝の上にある封筒を取りに行く。2ポイント勝ち抜け。ルールはバラマキクイズとほぼ同じだが、ハズレは「スカ」。問題は3択。
ワシントン
迷路クイズ（3→2名通過）→罰ゲーム：無実の仲間を、看守の目をかいくぐり脱獄させる
迷路の中央にある問題入り封筒を取ってきて、迷路の四隅のどこかにいる出題者の元へ持っていくと、○×クイズが出題される（第9回の迷路バラマキクイズを模したもの）。ナイアガラとは違いハズレの「スカ」はない。2ポイント勝ち抜け。道にスタミナドリンクがあり、飲むと少しの間スピードアップ。ただし腐っているハズレもあり、少しの間スピードダウン。
ニューヨーク
3択クイズ（2名→クイズ王決定）
COMと交互に出題される。先攻・後攻が固定され、一方が誤答した場合はもう一方に解答権が移るリレークイズ形式。ただし、COMの選んだ選択肢を見ることはできない。
先に10問正解した方がクイズ王

### アメリカ横断ウルトラクイズ 史上最大の戦い（FC版）
問題数は2000。セーブはパスワードコンティニュー形式。
この年番組（第15回）で出題者が福留功男から福澤朗に交代した直後の時期に発売された。そのせいか、司会者は顔は福留、服装は赤いブレザーの福澤になっている（ゲーム中で司会者の名前は表示されない）。ウルトラクイズのゲームを通してチェックポイントが一番多い。

#### モード
1PLAY
1人専用の、番組同様優勝を目指すモード。早押しクイズはない。難易度を「イージー」「ノーマル」から選択でき、イージーでは多くのチェックポイントで通過条件が緩和される。初代GB版同様、敗者復活戦は任意の勝者との入れ替え戦が多い。また、罰ゲームをクリアするとコンティニューできる。
RPG色が強く、まず自宅でウルトラクイズの参加ハガキを受け取らなければならない。さらに、自宅から1次予選会場のゲームドームまで行かねばならず、途中で車に轢かれると自宅に逆戻りになる（ゲームオーバーにはならない）。この他にも、クイズを外れて町中を情報収集できる場面がある。
トーナメント
最大8人のトーナメント戦。人間が足りない場合は、残りにCOMが入る。人間が全滅するとゲームオーバー。
1対1の早押しクイズ。1問正解につき1ポイント。お手つき誤答は、○×クイズの場合は相手に1ポイント。3択クイズの場合はマイナス1ポイント。
10ポイント先取で勝利

#### ステージ
ここでは、1PLAYモードのチェックポイントを紹介する。ゲーム中、チェックポイントは「ステージ」と称する。なお、/は、難易度によって変化するもので、ノーマル/イージー。ただし、ラスベガスとフロリダ～シカゴのみ純粋なノルマ制で、他の参加者との対決はない。
ステージ1 ゲームドーム
○×走りクイズ（？→100名通過）
5問（イージーでは3問）正解で勝ち抜け、1問不正解で失格。
ステージ2 成田空港
ジャンケン （100→50名通過）→敗者復活戦：もう一度ジャンケン
本作では、他の挑戦者ではなく、福澤朗似のジャンケンアナとの対戦という設定。
ステージ3 成田→グァム
機内36問ペーパークイズ（50→12名通過）
最初は機内の空いている自分の席に座る必要があるが、実はとある裏技を使うことで序盤の問題の内容と答えを知ることができる。
ステージ4 グァム
○×泥んこクイズ（12→11名通過）→敗者復活戦：洞窟のおじいさんのクイズに挑戦（2問連続/2問正解後にグアムの空港へ向かえば勝ち抜け）
最初に、泥んこクイズが開催されるホテルを自分で探さないといけない。その際あるホテルでやり取りをしくじると、「海外旅行」という名目で日本へ飛ばされて、即刻ゲームオーバーになるというとんでもない罠がある。
自動的に（走っているという設定で）迫ってくる○×パネルを、左右キーで移動して、飛び込みたい方のパネルの真正面まで移動する。真ん中の柵にぶつかると、自動的に不正解となってしまうので注意。5/3問正解で勝ち抜け。
ステージ5 ハリウッド
映画クイズ（11→10名通過）→罰ゲーム：コングの着ぐるみを着てキラートマト攻撃を凌ぐ（60秒間凌げばクリア）
3択クイズ。ただし、出題される問題は全て、映画に関する問題。5/3ポイント先取で勝ち抜け。
ステージ6 ロサンゼルス
金塊掘りクイズ（10→9名通過）→敗者復活戦：同じクイズで一騎討ち（2問連続/2問正解すれば交代で復活）→罰ゲーム：鉱山で働き、うまく金塊を手に入れる
地面を掘って、金塊を掘り当てたら3択クイズが出題されるので、それに正解する。掘った穴を利用して、他の挑戦者を穴に落とすという妨害も可能。5/3問正解で勝ち抜け。
ステージ7 ラスベガス
ブラックジャッククイズ（9→8名通過）→敗者復活戦：（任意の勝者が腹痛という設定で）ディーラーと一騎討ち（双方1万ドルを持った状態で、ブラックジャックのみで対戦。勝てば任意の勝者と交代で復活）→罰ゲーム：カジノのネオンを修理
まず、3択クイズを出題。問題に正解したら、所持金を賭けてブラックジャックに挑戦。所持金1万ドルを5万/2万ドル以上に増やせば勝ち抜け。誤答すると、ブラックジャックに挑戦する事なく2000ドル没収。所持金が0になると失格。
ステージ8 グランドキャニオン
ハングライダークイズ（8→7名通過）→敗者復活戦：同じクイズで一騎討ち（勝てば交代で復活。不正解になるか、6問以内に決着が付かなければ失格。）
まず、○×クイズを出題。ハングライダーを操作して、正解だと思う方の足場へ着陸する。着陸に失敗すると、自動的に不正解となる。5/3問正解で勝ち抜け。
ステージ9 アンカレッジ
氷上クイズ（7→6名通過）→敗者復活戦：同上（ルールはグランドキャニオンと同じ）→罰ゲーム：ペンギンパークを修理
まず、3択クイズを出題。滑りやすい氷上を、穴に注意しつつ移動して、10秒以内に、正解だと思うエリアへ移動する。10秒以内にエリアに到達していなかったり、エリアの合間にある海に落水すると自動的に不正解。5/3問正解で勝ち抜け。
ステージ10 ケンタッキー
カエルレースクイズ（6→5名通過）→敗者復活戦：同上（2/1問正解で交代で復活。）→罰ゲーム：バーボンの鑑定（3/2本成功すればクリア）
まず、カエルレースを行い、指定したカエルの後ろでピョンピョン飛んで、カエルを前進させる。自分のカエルが1着になれば、3択クイズが出題される。2/1問正解で勝ち抜け。
ステージ11 ヒューストン
バラマキクイズ（5→4名通過）→敗者復活戦：同上（2問連続/2問正解すれば交代で復活）→罰ゲーム：NASAで宇宙飛行士の訓練をしながらクイズ（時間内に2問連続正解すればクリア）
バラマキを行うエリアはそんなに広くないが、出題者がエリア内をウロウロしているので、出題者を捕まえないと（3択クイズを）出題をしてもらえない。5/3問正解で勝ち抜け。スカ（ハズレ）あり。
ステージ12 フロリダ
お化け屋敷クイズ（4→3名通過）
アクションゲームの要領で、3つの部屋を5/10分以内に全て突破する。
各部屋の出口に到達すると、3択クイズが出題され、正解すれば次の部屋（ゴール）に進めるが、不正解もしくは敵にぶつかると同じ部屋をやり直さないといけない。
ステージ13 シカゴ
迷路クイズ（3→2名通過）
ギャングの地下アジトという設定で、16に分割された部屋を突破して、5/10分以内に出口にたどり着く。各部屋では3択クイズが出題され、正解ならその部屋の四方のドアが全て開くが、不正解なら四方のドアは全て閉められ、二度と開く事はできない。
出口に到達したら、通過問題（3択）を出題。ただし問題は、「パネルクイズ アタック25」のパネルの様に、これまでの16部屋の中で正解した部屋の場所に対応した部分しか表示されない。そこで正解すれば勝ち抜け、不正解なら失格。
ステージ14 ニューヨーク
3択クイズ（2名→クイズ王決定）
COMと交互に出題される、リレークイズ方式。10問先取でクイズ王。

#### ロールプレイングゲーム編
プレイヤーが優勝すると、優勝賞品の授与に場面が移る。優勝賞品はチャンピオンメダルで、さらに副賞も貰えるという。
ここからはRPGに早変わりとなる。副賞は自由の女神にあるはずだったが、リバティ島には女神の影も形もなかった。驚くプレイヤーから、謎の男がチャンピオンメダルを強奪していった。その男を捕まえるとクイズで勝負を挑んできたので勝利すると、男はメダルはもうここにはなく、別の場所に持ち去ったと告げた。さらに、町を歩いていると、クイズ勝負を挑まれる（戦闘になる）ようになった。
男は、「クイズ真理教」なる宗教団体の幹部だった。クイズ真理教は世界征服のために5つのメダルを集めており、チャンピオンメダルもその一つなのだった。さらに、ニューヨークの自由の女神ばかりか、パリにある自由の女神もまた、クイズ真理教の手に落ちていた。プレイヤーはクイズ王となった感激から一変、自由の女神とメダルを取り戻すため、クイズ真理教とクイズ対決することになる。戦闘はクイズで行い、経験値によってレベルも上がる。正答すると敵にダメージ、誤答すると自分にダメージ。レベルが高く、武器に相当するアイテム（電子手帳やラップトップコンピュータなど）を持っていると攻撃力が上がり、正答時の敵へのダメージが増える。なお魔法は存在しない。
プレイヤーはパリ、エジプト、モスクワ、北京、東京と世界一周しつつクイズ真理教と対決する。
クイズ真理教の野望を阻止し、自由の女神を取り戻すと、そこに司会者が現れた。司会者は、このRPGこそ優勝の副賞だったとプレイヤーに告げたのだった。

#### RPG編の登場人物
- 司会者 - 優勝賞品を案内してくれるが、ウルトラクイズの例に漏れず…。
- エージェント - プレイヤーのチャンピオンメダルを強奪した、クイズ真理教の幹部。何度も対決することになる。
- じじい - クイズ真理教のヨーロッパ総長。
- ナターシャ - ロシア人。兄がクイズ真理教に洗脳されてしまったと、プレイヤーに助けを求めてくる。
- ナターシャの兄 - クイズ真理教に洗脳され、チェルノブイリのアジトでプレイヤーに襲いかかってくる。GB版4でもミニゲームの障害として登場する。
- エジプト支部長 - クイズ真理教のエジプト支部長。
- 仙人 - 北京郊外に住む仙人。クイズ対決に勝つと、「秘伝の薬草」をくれる。心正しき者には薬、悪しき者には毒となるという。
- 教祖 - クイズ真理教の教祖。「キョウ」の名でウルトラクイズに参加したが、敗者となっていた。なお、プレイヤーに入信して幹部になるよう誘いを掛けてくるが、応じるとクイズ真理教が世界征服するエンディングとなる。GB版2でも対戦相手として登場する。
- DRマリック - クイズ真理教の黒幕。ラストボス。実はじじいの息子。

### アメリカ横断ウルトラクイズ2（GB）
問題数は1200。FC版と同様、この年番組（第15回）で出題者が福留功男から福澤朗に交代した直後の時期に発売された。それに伴い、初の福澤出題バージョン。今作以降彼の決まり文句「ジャスストミート」と言い放つ場面もある。前作よりアクション性が強くなり、パスワードコンティニューが導入された。全体的に演出が派手になっている。なお、ゲーム版で出題者が初めて明記された（前作までは福留らしき人物であったが、作品中に名前が出てくることは無かった）。しかし、表記は「ふくさわ」となっており間違いなのか、意図的に変えたのかは不明（福澤朗は「ふくざわ あきら」）。
難易度を「イージー」「ノーマル」から選択でき、イージーでは多くのチェックポイントで通過条件が緩和される。殆どのチェックポイントをノルマクリア制にしており、通過人数の設定も無くなった。そのため、他の参加者との対戦を意識しづらくなっている。またシリーズで唯一、グァム〜ワシントンD.C.を好きな順番で選んで1つずつ挑んでいく事ができて、全てをクリアしてニューヨークに進出というルールになっている。

#### ステージ
ゲーム中、チェックポイントは「ステージ」と称する。
ステージ1 ゲームドーム
○×クイズ（5問（/イージー：3）正解で勝ち抜け）
1問目は、○なら三塁側、×なら一塁側に移動するという、本家の第1問に倣った形式。2問目以降は、○×走りクイズ。
1問不正解で失格。
ステージ2 成田空港
ジャンケン→敗者復活戦：福澤とジャンケン（勝てば復活）
ステージ3 成田→グアム
機内24問ペーパークイズ（18/14問正解で勝ち抜け）
ステージ4 グアム
○×泥んこクイズ（5/3問正解で勝ち抜け）
7問出題され、ノルマの数だけ正解できれば勝ち抜け。
ステージ5 ハリウッド
ロシアンルーレットクイズ（5/3問正解勝ち抜け）
3択クイズを出題。誤答するとロシアンルーレットに挑戦。命中すると失格。
ステージ6 シアトル
釣りクイズ（3/2問正解勝ち抜け）
バラマキクイズがベースとなっているが、バラマキの代わりに、湖で問題入り封筒を釣って、出題者に持っていく。スカ（ハズレ）あり。制限時間1分ただし、釣っている間は時間は減らない。
ステージ7 ソルトレイクシティー
スタントクイズ（3/2問正解勝ち抜け）
オートバイのスタントに挑戦し、成功すると3択クイズを出題。3回連続で失敗するか、3問誤答で失格。
ステージ8 コロラド
川下りクイズ（3/2問正解勝ち抜け）
イカダでコロラド川下りをしながら、途中にぶら下げられている問題入り封筒（3択）を手に入れる。
イカダを丸太や川岸に当てると失格。またチャンスも5回しかなく、その間にノルマを達成できなかった場合も、最後の滝から落ちて、自動的に失格。
ステージ9 アトランタ
トマト戦争クイズ（4/2問正解で勝ち抜け）
まず、○×クイズを出題。10秒以内に、トマトやナスを避けて（当たると、少し戻される）、正解だと思う方のテーブルに到達する。到達できなければ、自動的に不正解。
6問出題され、ノルマの数だけ正解できれば勝ち抜け。
第13回〜第14回大会の「トマト戦争 遠すぎた塹壕」をゲーム化したものだが、舞台がツインレークスではない。また、トマトだけではなく、ナスも飛んでくる。
ステージ10 ダラス
アメリカンフットボールクイズ（0〜5問正解勝ち抜け）
相手ディフェンスを交わしつつ、走り抜けていく。50ヤード完走したら、クイズに挑む事無く、即勝ち抜け。
相手ディフェンスに捕まったら3択問題を5問出題、全問正解で勝ち抜け。1問不正解で失格。ただし、10ヤード走破につき1問ノルマが減らされる。
ステージ11 メンフィス
大声クイズ（3問正解勝ち抜け）
まず、3択クイズを出題。次に、メンフィスの大声チャンピオンと対戦して、チャンピオンに勝てば（先に一定回数連打すれば）クイズの解答権が得られる。チャンピオンに負けた場合は、自動的に不正解。
5問出題して、3問正解すれば勝ち抜け。
ステージ12 ニューオリンズ
ブロックくずしクイズ（3/2問正解勝ち抜け）
（3択）問題がブロックで隠されているので、ブロックくずしでブロックを壊して、問題を開いていく。
ブロックを全部壊す必要はなく、ある程度問題が見えたら、切り上げて問題解答に移っても良い。
5問出題され、ノルマの数だけ正解できれば勝ち抜け。
ステージ13 マサチューセッツ
15パズルクイズ（3/2問正解勝ち抜け）
（○×）問題が15パズルのパネルで隠されているので、パネルを移動させて問題を開いていく。1問の制限時間は3分。
15パズルを完成させる必要はなく、ある程度問題が見えたら（パネルが正しい位置にある部分のみオープンされる）、切り上げて問題解答に移っても良い。
5問出題され、ノルマの数だけ正解できれば勝ち抜け。
ステージ14 ワシントンD.C.
金庫鍵開けクイズ（3/2問正解勝ち抜け）
最初に暗証番号を表示。それを記憶して、番号入力に成功すれば、問題（3択）を取り出して、クイズに答える。不正解は、番号入力失敗と同じ扱いになる。
3回続けて番号入力に失敗したら失格。
ラストステージ ニューヨーク
3択クイズ（2人→クイズ王決定）
COMと交互に出題される、リレークイズ方式。10問先取でクイズ王。第12回〜第16回大会と同様に船上のハドソン川で対戦するが、本家ではイースト川である。

### アメリカ横断ウルトラクイズ（SFC版）
問題数は3000。番組同様にクイズ王を目指すモード（1人プレイ専用）のみとなった。また、初めて本編にも早押しクイズが登場（決勝のみ）。
難易度を「イージー」「ノーマル」から選択でき、イージーでは多くのチェックポイントで通過条件が緩和される。また、グァム以遠では罰ゲームをクリアするとそのチェックポイントからコンティニューできる。罰ゲームは全て共通で、モグラ叩き（チェックポイントが遠くなるにつれてモグラの数が増える）。多くのチェックポイント（ケンタッキーとニューヨーク以外）ではノルマクリア制で、他の挑戦者は関係しない。また、アクション要素が非常に強く、解答権を取るためにレースやシューティングなどをクリアしなければならない。
セーブやパスワードコンティニューは不可で、コンティニューを選択すると、機内までで失格すると最初から、グァム以降で失格するとグァムからやり直しになる。一度電源を切ると最初からやり直しになる（しかし、裏技でステージセレクトが可能である）。
本家ウルトラクイズでは優勝賞品が一応用意されているが、ゲームのウルトラクイズで一応優勝賞品という名目の何かがあるのはFC版とSFC版の2作品のみである。
出題者は福澤だが、顔は全く似ていない。

#### ステージ
ゲーム中、チェックポイントは「ステージ」と称する。
ステージ1 ゲームドーム
○×走りクイズ（ノーマル5/イージー3問正解で勝ち抜け）
5問出題され、ノルマの数だけ正解できれば勝ち抜け（ノーマルでは、1問の不正解も許されないが、イージーでは2問まで誤答可能）。
ステージ2 成田空港
ジャンケン
ステージ3 成田→グァム
機内30問ペーパークイズ（20/16問正解で勝ち抜け）
ステージ4 グァム
○×泥んこクイズ（5/4問正解で勝ち抜け）
崖から飛び込んで、○×ボードに飛び降りる。（正解）ボードに着陸できずに、海へ落水しても不正解となる。
7問出題され、ノルマの数だけ正解できれば勝ち抜け。
ステージ5 サンノゼ
ボールゲームクイズ（5問正解勝ち抜け）
マーブルマッドネスを3D視点にしたようなボールゲームをクリアしていく。時間制限あり。
ゴールに着くと3択問題が出題され、正解だと思うコースへ進む。正解なら次のコースへ。
ノーマルでは3個、イージーでは5個ボールを持つ。コースアウト、時間切れ、クイズ誤答で1個没収。全て失うと失格。
ステージ6 ネバダ
ホバーレースクイズ（5/4コース完走勝ち抜け）
ホバーレース（つまりレースゲーム）で、規定のコース数完走すると勝ち抜け。ゴールすると3択クイズが出題され、正解と思うコースへ走る。正解なら、ホバーのエネルギーが全回復するが、不正解ならそのままで次のコースに挑戦することになる。
制限時間をオーバーするか、エネルギーが切れると失格。
ステージ7 キーウエスト
パネルシューティングクイズ（4ポイント勝ち抜け）
裏に問題が書かれたパネル（6×2に分割されている）に大砲の弾を撃ってパネルを回転させ、問題を開いていく。解答も、○×のパネルを撃って解答。不正解なら減点だが、0ポイント以下にはならない。
パネルは風船で浮かんでおり、ランダムに動くので狙いがつきにくい。また、この風船を撃ってしまうと、パネルが落下してしまう。（しばらくすると、再度浮かんでくるものの、場合によってはタイムロスに。）
時間制限は300/600秒。
ステージ8 ケンタッキー
バラマキクイズ（6名→4名通過）
相手役のコンピュータが4名抜ける前に5問正解すれば勝ち抜け。
ステージ9 ワシントン
シューティングクイズ（5ポイント+大ボス撃破で勝ち抜け）
敵機を撃墜し、クイズパネルを手に入れないと出題されない。持ち機は3/5機。
ステージ10 ニューヨーク
早押しクイズ（2名→クイズ王決定）
問題は全て3択。
1問正解1ポイント、お手つき誤答は1ポイントマイナス。
10ポイント先取で優勝。ただし、-3ポイントで失格。

### アメリカ横断ウルトラクイズ3-チャンピオン大会-（GB）
基本的には、SFC版と同様。
しかし、サブタイトルにもある通り、本家の1〜15代目クイズ王と戦う「チャンピオン大会」モードが導入されている。本編でクイズ王になると、「チャンピオン大会」モードをプレイするのに必要なパスワードが獲得でき、それを入力するとプレイ可能となる。

#### ステージ
ゲーム中、チェックポイントは「ステージ」と称する。
ステージ1 ゲームドーム（？→100名通過）
○×クイズ（5問正解で勝ち抜け）
1問目は、○を選ぶなら観客席に残り、×ならグラウンドに降りるという本家の「人工芝お別れクイズ」に倣った形式。2問目以降は、○か×かどちらかへ移動する「内外野お別れクイズ」に似た形式。5問正解で勝ち抜け。
1問不正解で失格。
ステージ2 成田空港（100名→50名通過）
ジャンケン（3本先取で勝ち抜け）
ステージ3 成田→グアム（50名→20名通過）
機内24問ペーパークイズ（18問正解で勝ち抜け）
ステージ4 グアム（20名→16名通過）
○×泥んこクイズ（5問正解で勝ち抜け）→罰ゲーム：地雷の位置を記憶し、踏まないようにゴールまで向かう（制限時間20秒）。
左右キーで移動、Aボタンを連打で勢いをつけて飛び込みたい方のパネルに真正面まで移動する。真正面以外にぶつかるか10秒以内にパネルに飛び込まないと自動的に不正解となってしまうので注意。16名抜ける前に5問正解すれば勝ち抜け。
ステージ5 サンフランシスコ（16名→12名通過）
人力飛行機3択クイズ（5問正解で勝ち抜け）→罰ゲーム：サメにぶつからないように上下左右にエサを投げる。30秒間耐えきればクリア。
十字キーの上を押し続け、タイミングよくAボタンをおすと浮遊する。クイズブイに触れると問題が出題され、正解だと思う方の番号のボートに着陸する。問題文のブイはとり損ねても飛び続ければ次のブイが現れるが、番号のボートを通り過ぎてしまうと大波にぶつかり自動的に不正解となってしまうので注意。12名抜ける前に5問正解すれば勝ち抜け。
ステージ6 グランドキャニオン（12名→8名通過）
風船クイズ（5問正解で勝ち抜け）→罰ゲーム：チキンレース。パラシュートブレーキで対戦相手より岩壁に近い場所で止まることができればクリア。（岩壁に突っ込むか、相手を見失ったら失格。）
崖下から昇ってくる風船に乗り移りながら、出題エリアに移動すると問題が出題。その後、さらに上昇して正解だと思う方の番号の岩にのる。風船は割れるので、点滅し始めたらジャンプで他の風船に飛び乗らないといけない。また、カラスが突撃して風船を割ってくる。落下すると自動的に不正解。8名抜ける前に5問正解すれば勝ち抜け。
ステージ7 ロッキー（8名→6名通過）
雪山登山3択クイズ（5問正解で勝ち抜け）→罰ゲーム：スケーターをかわしながらスケートリンク全面を掃除する。時間経過でスケーターは5人まで増える。
Aボタンジャンプで岩を避けながら山頂を目指す。途中にある山小屋に移動するとクイズが出題される。正解できればリフトに乗ることができ、即座に次の山小屋に移動することが出来る。転がってくる雪玉にぶつかると失格（スケーターは無害）。頂上までたどり着けば勝ち抜け。
ステージ8 ボストン（6名→4名通過）
ミラーハウス3択クイズ（5問正解で勝ち抜け）→罰ゲーム：ヘルスエンジェルスという暴走族に捕まらないようにチケットをとってから駅に向かう。
３Ｄダンジョンを移動しながらクイズを解いていく。移動前にマップが表示される。制限時間がくると次のダンジョンに自動的に移動する。封筒を取れば問題が出題されるが、問題文は鏡越しで表示される。4名抜ける前に5問正解すれば勝ち抜け。
ステージ9 マイアミ（4名→2名通過）
水中ばらまきクイズ（5問正解で勝ち抜け）→罰ゲーム：高速で入れ替わる3つのツボの中から、タコ以外のつぼを選ぶ。
スキンダイビングで水の中を潜り、問題文をとって出題者のところまで泳いでいく。2名抜ける前に5問正解すれば勝ち抜け。
ラストステージ ニューヨーク（2名→クイズ王決定）
早押しクイズ
問題は全て3択。
1問正解1ポイント、お手つき誤答は1ポイントマイナス。
10ポイント先取で優勝。ただし、-3ポイントで失格。

#### チャンピオン大会のステージ
ステージはステージ1を除いて全てハワイで統一されている。
ステージ1（8組（16名）→4組（8名）通過）
ペア機内24問ペーパークイズ
本家の1〜15代目クイズ王のなかからパートナーとなる1人を指名し、機内24問ペーパークイズに挑戦する。パートナーとの合計点で上位4組以内に入ればクリア。
ステージ2（8名→4名通過）
ジャンケン（3本先取で勝ち抜け）
ステージ1で最初に選んだパートナーを相手にジャンケンで一騎打ち。3本先取で勝ち抜け。
ステージ3（4名→2名通過）
ばらまきクイズ（10問正解で勝ち抜け）
フィールド内にばらまかれた封筒を拾って、出題者のところまで持っていく。2名抜ける前に10問正解すれば勝ち抜け。
ラストステージ（2名→真のクイズ王決定）
早押しクイズ
勝ち残ったクイズ王1名と早押しクイズで一騎打ち。
問題は全て3択。
1問正解1ポイント、お手つき誤答は1ポイントマイナス。
20ポイント先取で優勝。ただし、-3ポイントで失格。

### アメリカ横断ウルトラクイズ4（GB）

#### モード
ウルトラクイズほんせん（1人専用）
番組同様、チェックポイントを勝ち抜きつつ優勝を目指す。
フリーたいせん
10人のキャラクターと「早押しクイズ」で対決。10人全員に勝つことが目的となる。
オプション
問題の難易度などを「マスター」「ビギナー」の2段階で設定できる。

#### ウルトラクイズほんせんのルート
1. ゲームドーム
○×クイズに挑戦する。4問で勝ち抜け、3問不正解で失格。
2. ナリタ
ジャンケン3本先取。
3. キナイ
3択問題が20問出題される。15問正解でクリア。
4. グアム
○×クイズが6問出題される。4問正解で勝ち抜け。
罰ゲーム：ワニワニパニック風のアクションゲーム。制限時間内に生き残ることが出来ればクリア。
5. ナッツベリーファーム
まず、4ヵ所にあるお化け小屋に入り、1問正解で勝ち抜けの3択クイズに挑戦する（1問正解すれば、その小屋は崩れる）。お化け小屋を全て破壊したら、中央の公園に出現するお化けが出す3択問題に挑戦。ここで3問正解すれば勝ち抜け。勝ち抜けの過程で通算3問誤答すると失格。
罰ゲーム：ポップコーンを売る。説明どおりに規定の数を売ることができればクリア。
6. ラスベガス
3択クイズ。5問正解で勝ち抜け、3問不正解で失格。
しかし、問題文と選択肢が「ぬいぐるみ」で隠されているので、クレーンキャッチャーの要領で邪魔な人形を排除してから、解答する。自信があるなら、どの時点で解答してもかまわない。
罰ゲーム：バスケット選手がボールをパスしあっているので、そのボールをインターセプトする。5回成功すればクリア。
7. ヒューストン
フィールド上を様々な動物がうろついているので、プレイヤーキャラがその動物と重なった瞬間にAボタンを押す。すると、3択問題か○×問題が出題される。合計5問正解すれば勝ち抜け。
罰ゲーム：「ポカジャン」と称したゲームに挑戦。ルールは「かぶってたたいてジャンケンポン」の要領である。
8. コロラド
スキーのジャンプ種目に似たミニゲームに挑戦。飛距離が出れば出るほど問題の選択肢の数が減る（着地に失敗したり、150m以下の飛距離だと3択問題が出題される。また、飛距離が80mよりも短い場合は、それだけで不正解扱いになる）。5問正解で勝ち抜け。2問連続ミス（ジャンプの失敗。飛距離が足りないジャンプや出発に失敗したジャンプがそれに当たる）か、クイズに2問不正解で失格。
罰ゲーム：風船で山越え。バルーンファイトとほぼ同様の操作のミニゲームに挑戦し、自分の風船が全て割られる前にゴールにたどり着けばクリア。
9. ボストン
「ボストンびじゅつかん」の展示品をドロボーがすりかえるので、「どれがすりかえられた展示品か」を答える。それにクリアすれば、問題が出題される。7問中5問正解で勝ち抜け。2回連続で展示品の間違い探しに失敗したり、2問クイズに誤答した時点で失格。
罰ゲーム：マフィアを倒す。ワイルドガンマンのようなミニゲームに挑戦させられる。ここで敵を10体撃てればクリア。
10. ニューヨーク
早押しクイズ。1問正解で＋1ポイント。10ポイント先取すればクリア。誤答すると-1ポイント。通算で-3ポイントになると失格。このチェックポイントでは、罰ゲームはない。
11. その他
実は機内クイズにのみ、回答の正解・不正解を判別する方法があり、機内クイズでパーフェクトを狙うのが可能である。

#### スタッフ
- 音楽(全曲・効果音) 並木学

なお、ゲームをクリアしてもスタッフロールなどは表示されない為これら以外のスタッフは不明。

### アメリカ横断ウルトラクイズ（PS版・SS版）
基本的にPC版富士通パソコンシステムズ 福留アナ編の内容をナレーションや画像の一部を福澤アナに変更しての移植
（PC版「ct.2 福澤アナ編」とは内容が異なる）。問題読み上げ機能が付いたが、福澤の声ではない。
問題数は1万。番組で使用された問題のうち、特殊な問題（インスピレーションクイズなど）と一部の時事問題を除く殆どの問題が収録されている。オープニング・グラフィック画像・チェックポイントなどは福澤アナが司会を務めていた、第15回・第16回大会のものが多い。参加者となるキャラクターは人間の他にロボットや埴輪などが設定されている。

#### モード
CHALLENGE THE ULTRA QUIZ （1人専用）
番組同様、チェックポイントを勝ち抜きつつ優勝を目指す。最もTV番組本編に近い内容。ただし、ハワイ〜オーランドは純粋なノルマ制で、他の参加者との対決はない。チェックポイントを勝ち抜くとセーブすることが可能。
CHECK POINT TRAINING （1人専用）
ウルトラドーム〜ニューオリンズまでのチェックポイントを体験できる。
ULTRA QUIZ TRIAL （1人専用）
機内50問ペーパークイズの練習モード。通常は機内クイズの正誤は知らされないが、このモードでは最初の20問に限り正解が表示される。優秀な成績は記録できる。
ULTRA QUIZ RETRY （1人専用）
第1回〜第16回までの番組で使用された問題（特殊な問題など除く）を番組通りの順番で解く。1問でも不正解すると失格。一つの大会をすべてクリアすると、その大会の情報（参加者数や優勝者など）を見ることができる。
ULTRA QUIZ BATTLE （2〜4人）
ウルトラドーム、ハワイ、ラスベガス、サンタフェ、オーランド、ニューヨークの6つのチェックポイントでクイズを行う、対戦専用のモード。途中で失格者が出ることはない。各チェックポイントで得たポイントの多い者が優勝。

#### CHALLENGE THE ULTRA QUIZのチェックポイント
最も番組に近いモードである、CHALLENGE THE ULTRA QUIZのチェックポイントを紹介する。番組では本選のチェックポイントは予選とは別に数えるが、このゲームでは予選から通算している。また、敗者復活戦はランダムで発生し、簡単なクイズやゲームに挑む。
国内第1次予選 ウルトラドーム
○×クイズ（25,000以上→100名通過）
第1問目は「自由の女神問題」が出題される。1問不正解で失格。
国内第2次予選 成田空港
ジャンケン（100→50名通過）
3本勝ち抜けで合格。
第3チェックポイント 成田→グァム
機内50問ペーパークイズ（50→35名通過）
35問以上正解するか、34問〜30問正解なら一定の確率で合格。制限時間は5分。
第4チェックポイント グァム
突撃○×泥んこクイズ（35→25名通過）
出題はたった1問。正解なら合格、不正解なら失格。
第5チェックポイント ハワイ
観光客、この人を探せクイズ（25→20名通過）
24人の中から、スロットで指定された写真と同じ写真の観光客を見つけたら、問題（3択）が出題される。クイズ不正解は、5秒間待機。
1分以内に3問正解で合格。
第6チェックポイント ラスベガス
スロットマシンクイズ（20→18名通過）
3択クイズを出題。正解ならスロットマシンに挑戦、不正解なら5秒間待機。
スロットで777を出せば合格。777以外は10秒通過。制限時間90秒。
第7チェックポイント レイクパウエル
子ブタ・ダービークイズ（18→15名通過）
まず、3択クイズ10問に答える。
その後、子ブタダービー（11頭）に投票できるが、正解数と同じ頭数の豚に投票できる。1着に入った子ブタが、自分が賭けた子ブタだったら合格。
第8チェックポイント サンタフェ
バラマキクイズ（15→8名通過）
LRボタンを交互に連打して走り、問題（6択）入り封筒を拾って、出題者の元へ持っていく。ハズレあり。（この場合福澤アナが「ジャストミート！」と合いの手を入れる）
180秒以内に2問正解で合格。
第9チェックポイント ニューオリンズ
カクテルノルマ・達成クイズ（8→6名通過）
まず、3択クイズ10問に答え、その後7つのカクテルから好きなグラスを選択。正解数がグラスの底に書いてある数字以上であれば合格。
なお通過後、これ以降セーブが出来ない。
第10チェックポイント オーランド
合言葉記憶力クイズ（6→4名通過）
アメリカに関する2個1組の合言葉を、15組暗記。その後、問題の言葉に対応する言葉を50秒以内に2つ正解すれば合格。不正解なら5秒間待機。
準決勝ポイント フィラデルフィア
120秒連続クイズ（4→2名通過）
120秒間、矢継ぎ早に出題されるクイズに答える（誤答は5秒間待機）。
1人ずつ順番に行って、正解数の上位2名が合格。
決勝戦 ニューヨーク
早押しクイズ（2名→クイズ王決定）
問題は全て6択。
1問正解1ポイント、お手つき誤答は1ポイントマイナス。
10ポイント先取で優勝。ただし、-10ポイントで失格。

#### スタッフ
- プロデューサー: 島田良尚
- 原案: 石切山英詔
- 作曲・編曲: 佐藤真一郎
- 司会進行: 福澤朗

### アメリカ横断ウルトラクイズct.II（PC版）
問題数は15000。機内クイズでは解答の正誤が表示されず、どの問題で間違えたのかプレイヤーにわからない仕組みになっている。
セーブやパスワードコンティニューが全くできない。その代わり、オプションで「敗者復活戦」を「有」にすると、敗者復活戦が行われることがある。また、ct.IIが発売される前に富士通パソコンシステムズから発売されたPC用ソフト「アメリカ横断ウルトラクイズ」のデータがあると、一定のクイズをスキップできる。また、オプションで難易度設定ができる。

#### モード
CHALLENGE
番組同様、チェックポイントを勝ち抜きつつ優勝を目指す。ただし、ハワイ〜キャメロンパークの間と、グランドテートンは純粋なノルマ制で、他の参加者との対決はない。
SEED
前述の「アメリカ横断ウルトラクイズ」のデータファイル（「全部○×敗退」という状態でもかまわない）を、説明書通りの場所にコピーしてあれば、このモードを選択することが可能。第1チェックポイントが免除され、CHALLENGEモードの成田から始められる。
SPECIAL SEED
前述の「アメリカ横断ウルトラクイズ」で優勝したことが証明できる状態のデータファイルを、説明書通りの場所にコピーしてあれば、このモードを選択することが可能。第3チェックポイントまでの3つのチェックポイントが免除され、CHALLENGEモードのグアムから始められる。
TRAINING
成田空港からグランドテートンまでのチェックポイントを体験できる。
TRIAL
機内50問ペーパークイズの練習モード。通常は機内クイズの正誤は知らされないが、このモードでは最初の25問に限り正解が表示される。優秀な成績は記録できる。
QUICK QLICK
CHALLENGEモードの決勝と同じルールで、「押すタイミングの早さ」「押したときに正解できる率」が異なる10人と戦い、10人抜きを目指す。
LIPS ct.5
ルールは、後述するチェックポイント「サンフランシスコ」の内容とほぼ同じ。進んだステージ数や正解数によって、成績が級〜段、名人と評価される。
GAME RANKING
CHALLENGE（SEED、SPECIAL SEEDを含む）、TRIAL、QUICK CLICK、LIPS ct.5の成績を参照できる。
ULTRA DATA
チェックポイントや優勝者の紹介、用いられた問題の傾向などを知ることができる。
OPTION
以下の内容について、設定ができる。
難易度
選択肢は「普」と「低」。「低」を選ぶと、各チェックポイントでの制限時間が長くなったり、ノルマが小さくなる。ただし、「低」ではグッドエンディングを見ることができない。
各ステージオープニング
選択肢は「有」と「無」。「有」を選ぶと、各チェックポイントの前で、そこで行われるクイズのルールを確認できる。
合格時演出、不合格時演出
選択肢は、ともに「有」と「無」。「有」を選ぶと、勝ち抜けたときには「おめでとう」といった意味合いの言葉が、エフェクトとともに表示される。勝ちぬけられなかったときは、「ゲームオーバー」の画面を見ることができる。
敗者復活戦
選択肢は、「有」と「無」。「有」を選んでおくと、各チェックポイントで勝ちぬけられなかった際に、敗者復活戦が行われることがある。

#### チェックポイント
CHALLENGEモード、SEEDモード、SPECIAL SEEDモードのチェックポイントを紹介する。
ウルトラドーム
○×クイズ (SEEDモード、SPECIAL SEEDモードでは免除される）
1問不正解で失格。残り参加者数は番組同様問題の都度表示される。そのかわり、何問正解すれば通過できるかは、そのときどきで異なる。
1問目は、「自由の女神問題」が出題される。
成田空港
ジャンケン（SPECIAL SEEDモードでは免除される）
「3本先取」のジャンケン。
機内
機内50問ペーパークイズ（SPECIAL SEEDモードでは免除される）
最低でも30問、場合によっては35問の正解が必要。
グアム
突撃!! ○×泥んこクイズ
○×クイズ。1問正解で勝ち抜け、誤答で失格。
ハワイ
目指せ!!星条旗クイズ
3択問題に正解すると、カードを1枚選択することができ、そこに書かれた数字の分だけ点数が加算される。誤答すると、5秒間、問題に答えられない。制限時間内に50点以上獲得できれば、勝ち抜け。
サンフランシスコ
ビンゴクイズ
あらかじめ「クイズのジャンル」が書かれた3×3マスのビンゴ表が用意されている。ルーレットを回し、その結果選ばれたジャンルの問題に答える。正解すると、そのジャンルのマスが点灯する。誤答は、たとえマスが点灯済でも、マスの点灯が消える。制限時間内または3問不正解するまでの間に、ビンゴ表の1列を全て点灯させられれば勝ち抜け（縦、横、斜めのどこでもよい）。
キャメロンパーク
ドッグレースクイズ
まず、10問の3択問題に答える。2問正解するごとに、「投票権」を1つ獲得できる。3択問題終了後、5匹の犬によるドッグレースが始まるので、「1着になりそうな犬」に、投票権の数だけベットすることができる。ベットした犬が1着になれば勝ち抜け。
モハーベ
バラまきクイズ
画面の右側に「緑のカード」と「青のカード（人が倒れている絵）」が表示されるので、ひたすら緑のカードをクリックし、自分を進ませる（青のカードを押してしまうと、一定時間自分を動かせなくなる）。問題がある場所までたどり着いたら、表示された封筒から1つを選ぶ。その後は、行きと同様のルールで、スタート時点まで戻ってくる。2問正解で勝ち抜け。
グランドテートン
現在・過去・未来クイズ
「アメリカ」をテーマにした5つの文章が提示されるので、古いものから順番に選ぶ。順番どおりに並べられれば勝ち抜け。解答権は2度あり、1度目の失敗では、ヒントとして「何個正解していたか」が表示される。
アーチーズ
なかよく得点分配クイズ
挑戦者6名に対し、3択問題が20問出題される。正解すると、30点を「正解した人数」で割った数字(4人正解の時は特例として8点となる)が得点となり、それを獲得できる。全問題終了時の得点が、全体の4位以上であれば勝ち抜け。
ヨークタウン
120秒耐久クイズ
120秒の間、ひたすら出題されつづける3択問題に、ひたすら答え続ける。誤答すると、5秒間解答権を失う。正解数で上位2名に入ることができれば勝ち抜け。
ニューヨーク
早押しクイズ
1問正解1ポイント、お手つき・誤答はマイナス1ポイント。
10ポイント先取で優勝。自分が-8ポイントになると敗退となる。

### アメリカ横断ウルトラクイズ（PS2版）
富士通パソコンシステムズ版「アメリカ横断ウルトラクイズ」や「パネルクイズ アタック25」のゲームを制作した石切山英詔は、PS2の性能を生かし、これまでのゲーム版では割愛された番組での演出を、可能な限り忠実に再現しようと試みた。
クイズ形式はもとより、早押しハット（ウルトラハット）や早押しテーブルなどの機材、カメラワークやBGMに効果音、テロップに至るまで、これまでのゲーム版とは比較にならないほど番組が再現されている。クイズ形式も、一問一答が択一式にされている点を除けば、全て実際に番組で使われた形式になっている唯一のゲーム化作品である。
企画段階から福留功男の協力を仰ぎ、石切山は「福留さんが出てくれないならやめよう」と公言していた。日本テレビからは福澤朗司会案も提示されたが、「ウルトラクイズ復活」には福留こそがふさわしいという石切山の信念から、あくまでも福留司会にこだわった。その結果、無事福留の協力を得ることに成功し、ゲーム内の音声は新たに録り下ろした。なお、収録時に「番組の性質上、砂漠やホワイトハウスなど、さまざまなロケーションで行っていたので、そのときのつもりでやったら音が振り切れてしまい、ミキサーさんがびっくりした」と福留は述べている。なお、敗者の味方の德光和夫と渡辺正行は出演していない。
また、番組の緊張感を再現するため、ポーズ（一時停止）機能は意図的に省かれている。そのため、制限時間無制限の第1問出題中を除くと、セーブ画面以外ではゲームの中断ができない。クイズ以外でも、たとえば機内ペーパークイズ終了後、飛行機からブーブーゲートへは、自分でキャラクターを操作してタラップを降りる必要がある。ここで降りずにいると福留に注意され、さらにそれでも降りようとしないと失格になるといった場面がある。
しかし、テーマ曲の「Theme From Star Trek」など何曲かは許諾を得られず、テーマ曲は同じく番組で使われた別の曲「Theme from Skateboard」で代用している（「Theme From Star Trek」は前年に稼働が始まったコナミの『pop'n music 6』では許諾が下りた。しかし、本作でも途中までは許諾されるはずであったが、一転して拒否された。『pop'n music6』も家庭用ゲーム機への移植では拒否され、『pop'n music16』以降は削除されている）。使用された曲は、原曲の生音声ではなく、MIDIによる演奏になっている曲が多い。
人物などには3Dポリゴンを使用しているが、精度はあまり高くない。「Playstation Awards 2002」の人気投票では、他の部門では圏外ながら、ユーザー部門では5位という、クイズゲームとしては快挙を達成した。
ゲームを始める前に、参加者としてのデータを登録する。氏名、性別、都道府県、職業、あだ名、体格などがあり、ゲーム中のテロップに使われる他、中盤以降のチェックポイントで、福留があだ名で呼ぶことがある。また、性別や体格は、綱引きクイズやバラマキクイズに影響する。ピクチャーパラダイス対応のデジタルカメラを接続することで、写真などを顔グラフィックとして使うこともできる。
問題数は1万。半分は番組で使用した問題だが、時代の経過によって設問・解答の変化した問題は修正してある。後の半分は新作問題。さらに、iモードを通して、新たに500問を開放することができた（現在このサービスは終了）。「出題履歴管理機能」を搭載し、同じ問題がすぐには出にくくなっている。
問題は肉声で読み上げられる（ただし、ドームでの第1問以外は福留ではなく浜田賢二による）。しかし、字幕表示の方がやや早く、COMは字幕を基準に解答してくるので、番組同様に肉声だけを聴いて答えようとすると、展開が不利になる欠点があった。
- オリジナルモード（1人専用）
- フリーモード（1〜4人）
- パーティーモード（2〜4人）

#### オリジナルモードのチェックポイント
もっとも番組に近いモードである、オリジナルモードのチェックポイントを紹介する。番組では本選のチェックポイントは予選とは別に数えるが、このゲームでは予選から通算している。なお、オリジナルモードでは、石切山が前回優勝者の役で出演（実際の優勝者に打診したが、断られたという）、それ以外の挑戦者ではゲーム雑誌の編集者の多くが、協力という形で出演している。オリジナルモードでプレイヤーが被るウルトラハットは必ず赤。唯一、準決勝の通過クイズ挑戦時に青いハットをかぶる。
ニューヨークを除いた各ステージは、通過後にセーブが可能となっている。ただしヨセミテとニューオリンズは、通過後ではなく、次のチェックポイントでわざと敗者になって、その後行われる罰ゲームをクリアしないとセーブができない。
国内第1次予選 ウルトラドーム《合計102名通過》
第1問→第2問以降○×札上げクイズ→○×走りクイズ（20,000名以上→100名通過）
第1問目以外の流れは"今世紀最後"版と同様。2問目以降で失格になった場合、3回まではコンティニューできる。ただし、番組同様必ず100名丁度残るとは限らず、100名未満の人数が正解した場合は勝ち抜け、不正解者は失格にならず残りの通過枠を争い、100名が決定するまで問題を行う。
第1問目は、「自由の女神問題」が出題される。
敗者復活戦 スロット抽選（2名復活）
プロフィールまたはパスポート番号をスロットで抽選して、抽選結果に合えば復活。

国内第2次予選 成田空港 《合計56名通過》
ジャンケン（102→51名通過）
3本先取で勝ち抜け。福留のかけ声に合わせてグー、チョキ、パーを出す。早過ぎたり後出しになると福留に注意され、2度タイミングが合わないとその場で失格になる。
敗者復活戦 航空券争奪敗者復活戦（5名復活）
第8回大会がモデル。制限時間3分以内にメッセージに隠された語呂合わせの3桁の鍵の暗号の数字を見つけるゲーム。ただし、1回不正解につき5秒引かれ、メッセージにない数字を答えてしまうと30秒引かれる。

第3チェックポイント 成田→グァム
恐怖!!50問機内ペーパークイズ（56→40名通過）
制限時間は5分。「ペーパークイズ」なので、ここでは問題の読み上げは行われない。
なお、結果発表画面での得点表示は番組の「400問ペーパークイズ」に倣い、「8点×正解数」が得点になっている（50問全問正解の場合、「8点×50問」で400点が満点となる）。
第4チェックポイント グァム 《合計20名通過》
元祖○×どろんこクイズ（40→17名通過）
出題はたった1問。1番〜40番の問題を1枚選び、正解なら勝ち抜け、不正解なら失格（敗者復活戦へ進む）。
敗者復活戦 ドロンコボール争奪クイズ（3名復活）
第8回大会がモデル、ルールは第9回大会のものである。3択クイズが出題され、1、2、3の中から、正解だと思う番号のボールを泥んこプールの中から探し当てる。ただし、1、2、3以外の数字や文字の書かれたダミーボールも多く混ざっている。

第5チェックポイント ハワイ
チーム対抗つな引きクイズ（20→10名通過、5名×2チーム）
セットは第8回大会がモデル、ルールは"今世紀最後"版に近い。（一問多答）問題が出題された後、5対5で綱引きを行い、制限時間内に相手を一定の距離まで引きずれば解答権が得られる。問題が分からない時は、解答権が得られない程度で、そこそこに綱を引っ張って、タイムアップまで粘るという事も可能。解答権が得られたら1人ずつ順番に、10個の選択肢の中から1個ずつ、正解だと思う選択肢を選んでいく。全員正解で1P（ポイント）。不正解でもペナルティは無い。2P先取で勝ち抜け。
第6チェックポイント ヨセミテ
ヨセミテや岩にしみいる大声クイズ（10→8名通過）
第9回大会がモデルだが2組に分けずに全員で行う。左スティックを回転させると、プロフィール決定時に決めた愛称をキャラクターが叫ぶ。音量計が最大になった時点で○ボタンを押せば、解答権が得られる。中途半端なタイミングで○ボタンを押すと、解答権は得られない。選択肢は3択。ただし、第6チェックポイント以降は稀に、選択式ではなく、ソフトキーボードでアルファベットや数字を直接入力して答える問題も出題される（早押しクイズが無いフェニックスは除く）。2P勝ち抜け。お手つき誤答1回休み。
第7チェックポイント フェニックス
荒野の決闘バラマキクイズ!（8→6名通過）
第5回と第8回大会で同地でバラマキクイズが開催されたが、第15回大会に近い演出になっている。タイトルは第6回大会。問題は3択。ハズレあり。2P獲得で勝ち抜け。このチェックポイントで敗退すると罰ゲームがあり、それをクリアすればセーブ可能（フェニックスから再開）。
第8チェックポイント ニューオリンズ
ふたご神経衰弱クイズ（6→4名通過）
第6回大会で同地で開催され、ルールも同大会のものだが、セットは第10回大会で使われた箱を用いている。まず早押しクイズ（選択肢は4択）を行い（お手つき誤答1回休み）、正解なら神経衰弱に挑戦。双子が隠れている21個の箱の中から2個を選んで、双子が完成すれば1P、さらに続けて挑戦。合わなければ早押しクイズに戻る。2P勝ち抜け。また、1組だけいる三つ子を完成させた場合、ポイントに関係なく一発で勝ち抜けとなる。
準決勝ポイント ワシントン
通せんぼクイズ（4→2名通過）
第3回や第6回大会でも同地で開催されたが、リンカーン記念館で行われる。早押しクイズ（選択肢は4択）。1問正解1P、お手つき誤答－1P。－5Pで失格。3P獲得で、通過席に移って、通過問題に挑戦。第5回〜第8回大会の様に、1番〜10番の封筒から1枚を選んで、中に入っている問題（5択）で早押し。通過問題正解で勝ち抜け。お手つき誤答及び阻止された場合は、早押し席に戻って、0Pからやり直し。一般席での誤答及び全員無解答の場合はもう一度通過問題に挑戦（第12回大会以降と同様）。このチェックポイントで敗退すると罰ゲームがあり、それをクリアすればセーブ可能（ワシントンから再開）。
決勝戦 ニューヨーク
早押しクイズ（2名→クイズ王決定）
第12回〜第16回大会がモデル（船上によるナイター決戦）。問題は全て5択。1問正解1P、お手つき誤答は－1P。10P先取で優勝。ただし、－5Pで失格（しかし本家ウルトラでは－5P失格は無く、第14回大会で－5Pになっていた挑戦者がいたが失格にはなっていない）。

#### スタッフ
- プロデューサー・企画・原案 石切山英詔
- ディレクター 小野研二
- 音楽/音声 T's MUSIC Co., Ltd.
- 司会進行 福留功男
- 問題ナレーション 福留功男（第1問のみ）、浜田賢二（2問目以降）
- 新規クイズ制作 北海道大学クイズ研究会、群馬大学クイズ研究会、筑波大学クイズ研究会、デジキューブ、アイビー

### アメリカ横断ウルトラクイズ (アーケード版)
1983年にタイトーより発売された。コンピュータゲームにおける最初の日本テレビ公式ライセンス作品。大会で実際に出題された問題から厳選したものが収録されている。新問題に差し替えたバージョンアップ版が「PART5」までリリースされた。
スタートボタンと、1〜3のボタンを使用。ゲームは全15ステップで構成されている。まずはステップ1の「後楽園」からスタートする。各ステップでは「○×」または「3択」のクイズ問題が5問出題される。誤答するとプレイヤー残数（画面右下に表示されるウルトラハットをかぶった人の表示数）が1減る。すべての問題を答えた時点でプレイヤー残数が残っていれば、正解数にかかわらず勝ち抜けとなる。ときどき「正解するとプレイヤー残数が1つ増える」問題が出題されることがある。プレイヤー残数がなくなると、1ステップにつき1回だけ敗者復活戦に挑戦できる。ここでは2択クイズが出題され、正解できないとゲームオーバーとなるが、正解すると復活となる。
ステップ3のみクイズではなく、自由の女神を相手に「ジャンケン」を行う。「ジャン・ケン・ポン（アイ・コデ・ショ）」のタイミングで1〜3のボタン（グー・チョキ・パーに対応）を押して手を出し、相手に3回勝てば勝ち抜けだが、負けもしくは手を出さずに時間切れが3回になると、プレイヤー残数にかかわらずゲームオーバーとなる。
ランダムで「ビッグチャンス」としてアミダクジも登場する。選びたい線のランプがついたところでいずれかのボタンを押して選択する。3つが当たりで3つがハズレとなり、当たりとなれば残数が1つ増えるが、ハズレとなれば2択の敗者復活戦に回される。
本作にはコンティニューは存在しない。最終ステップまで勝ち抜けると、カードサイズの「KING OF QUIZ 認定証」が排出された（当時のクイズゲームは全クリアで認定証が入手できる仕掛けが普及していた）。得点の概念はないが、到達ステップ数と正解数の本日（電源を消すまで）の最高記録がデモ画面に表示される。
デモ画面の例題にもボタンを押して回答することができる。ジャンケンのデモ画面でグー・チョキ・パーの好きな手を選んでボタンを押すと、画面に自分の選んだ手が出てくる。
バージョンアップしたPART5ではステージのルートは第7回大会で実際に通ったルートが採用され、ステージをクリアする事に地図が表示される。
第7回大会（1983年）では第一次予選会場・後楽園球場の外に、本ゲームの特別仕様の筐体が設置された。筐体の上部には、『この「ウルトラクイズ」コンピューターゲームの売上金は「ニューヨークの自由の女神」の修復金の一部として、寄附致します。』との表示があった。この回の第1問「自由の女神のお返しに、アメリカの人々もフランスへ自由の女神を贈った。○か×か？」という問題も出題されたが、これを見て「第1問の正解が解るかも」と期待した挑戦者が○・×のボタンを押して回答しても正解・不正解の判定はされず、代わりに「まだ答はINPUTされていません 自分で考えろ!!」とメッセージが表示され、第1問の正解を知ろうとした挑戦者を叱る演出がされていた。筐体や一部の音も、本稼働版とは異なっていた。稼働している様子は、番組内でも放送された。

### パソコン作品
アメリカ横断ウルトラクイズ（TOWNS版）
（FM TOWNS 版/富士通パソコンシステムズ）
アメリカ横断ウルトラクイズ（Win3.1版）
（Windows 3.1 版/富士通パソコンシステムズ）
アメリカ横断ウルトラクイズ（Mac版）
（Macintosh版/富士通パソコンシステムズ）
まずTOWNS版が発売された。その売れ行きが良かったことから、Win3.1版とMacintosh版の「ハイブリッド」が発売された。前述のとおり、PS版・SS版と同じ内容のチェックポイントをクリアし、優勝することを目指す。福留アナの声は入ってはいるが、実際にそれを聞ける箇所は少ない（オープニングなど）。
アメリカ横断ウルトラクイズ95Special
（1とct.2福澤アナ編のセット。ウルトラクイズ復活記念）
（Windows 95版/富士通パソコンシステムズ 1998年）
クイズスクリーンセイバー・アメリカ横断ウルトラクイズ
（Windows 95版/富士通パソコンシステムズ 1998年）
「ウルトラクイズ」をモチーフにしたギミックが詰め込まれたスクリーンセーバー。作動中、ときどき問題を出してくるので、それに解答することもできる。

## 電子ゲーム
1981年にツクダオリジナルから、電卓形状（液晶画面はない）のウルトラクイズの電子ゲームが発売された。
これは、別冊子（緑色）に問題が載っており、最初にテンキーに問題番号を打ち込んで、4択の選択肢を選んで解答キーを押すというもの。正解なら緑（YES）のランプと高音のブザー音、間違いなら赤い（NO）ランプと低音のブザー音が鳴る。正解の番号さえ同じなら、いくらでも問題を作ることができるスタイルだった。実際に別の問題集（紫色）が単体で発売されたこともある。その際には、問題集とデータの入ったユニットがあり、それに本体を差し込んでいた。このユニットを入れ替えることで、同じ問題番号でも正解の答えが別の選択肢になる。ただし、この電子ゲーム自体はウルトラクイズの為に開発されたものではなく、システムを流用したに過ぎない。